# Boten
Boten est une ville du nord du Laos située dans la province de Luang Namtha. Elle se trouve au nord-est de Luang Namtha, sur la route nationale 13, tout près de la frontière avec la province chinoise du Yunnan. 

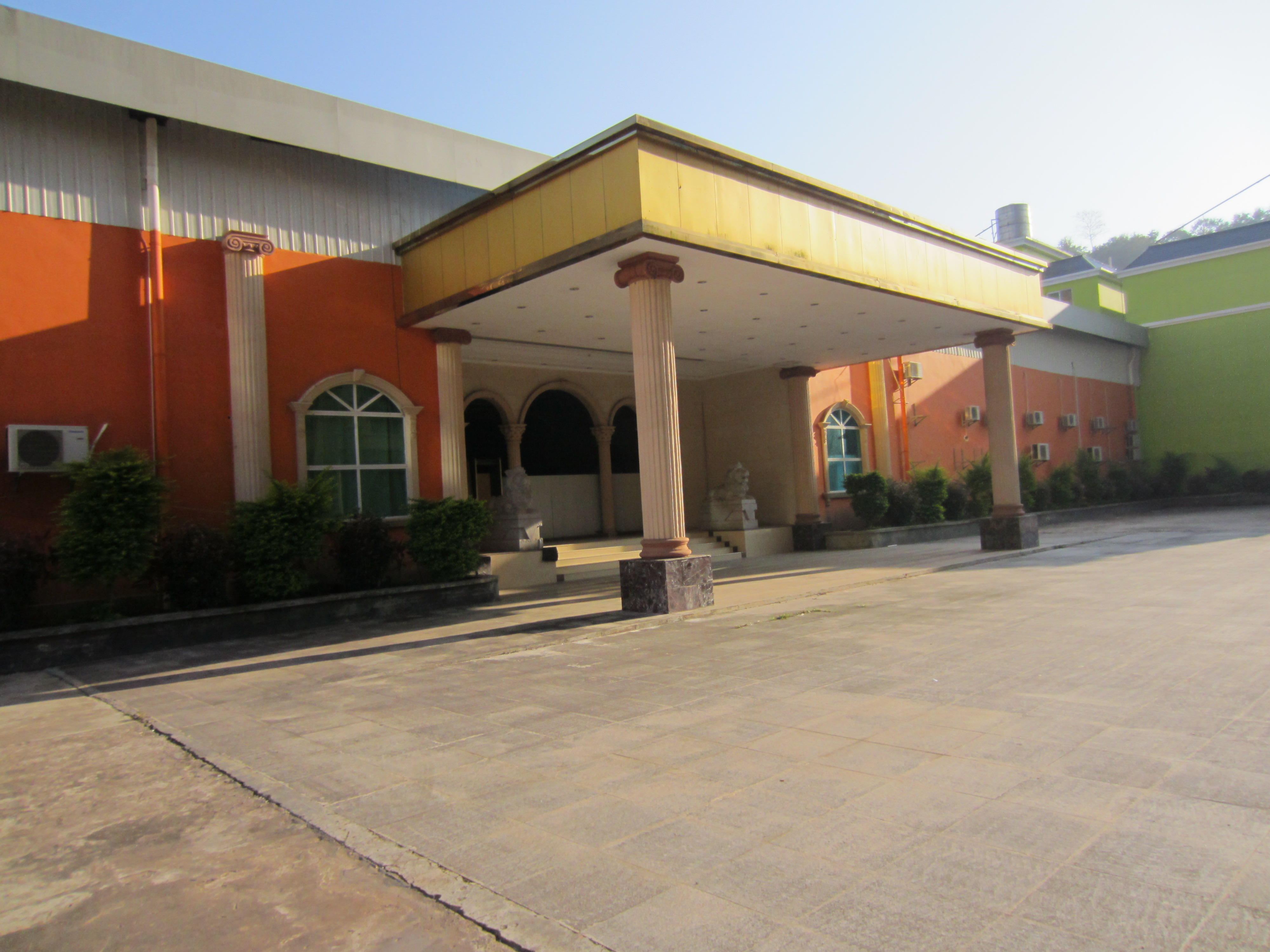
Casino abandonné en 2013.

Créée avec des capitaux chinois en 2004 dans une zone économique spéciale (ZES) au sein de 1 640 hectares en forêt tropicale. Elle est constituée d'un ensemble d'hôtels, restaurants, casinos et salons de massage destinés à la clientèle chinoise (à l'exception de Macao, les casinos sont interdits en Chine). 
La langue chinoise y était omniprésente et le yuan chinois y était la monnaie principale.
La présence de casinos entraîna la mainmise des triades chinoises sur la ville engendrant ainsi une forte criminalité. Cette situation conduisit à la fermeture des casinos par le gouvernement laotien en mars 2012, mettant un terme au projet.

## Transports
La gare de cette ville frontalière va être une étape de la ligne ferroviaire Boten - Vientiane (opérant à 120 km/h pour le fret et entre 160 km/h pour le transport de passagers, selon la topologie du terrain), permettant de désenclaver Vientiane, la capitale, pour le fret et pour le transport de personnes. Cette ligne s'inscrit dans le projet de la nouvelle route de la soie et fera partie de la ligne ferroviaire Kunming-Boten-Luang Prabang-Vientiane, d'une longueur totale de 414 km et comportant 32 gares une fois terminées (21 à son inauguration).
Un tunnel ferroviaire transfrontalier de 9,68 km, connectant Mohan, en Chine, à Boten, fera partie de cette future voie ferrée. La construction du tunnel commence en juin 2016. En novembre 2017, il est estimé que le tunnel sera complété à la mi-2019.

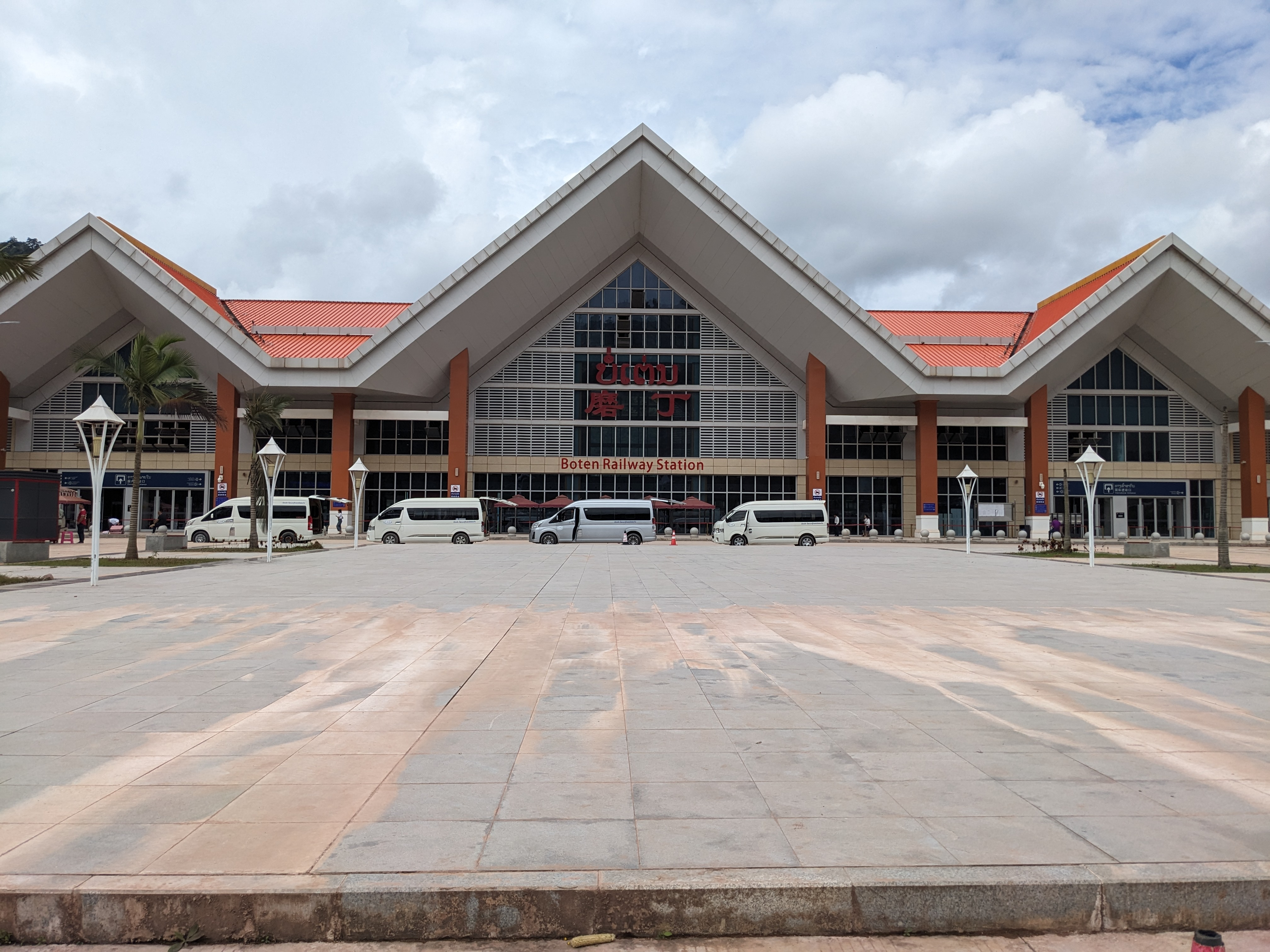
Gare de Boten